# Куба на летних Олимпийских играх 2000
Куба на летних Олимпийских играх 2000 года была представлена 229 спортсменами. По сравнению с прошлыми играми Куба опустилась на одну строчку в неофициальном командном зачёте, но при этом завоевала на 4 медали больше.

## Награды

### Золото
| Золото | |                                          |
| №      | Спортсмены | Вид спорта (дисциплина)                  |
| 1      | Гильермо Ортис | Бокс (до 54 кг)                          |
| 2      | Марио Кинделан | Бокс (до 60 кг)                          |
| 3      | Хорхе Гутьеррес | Бокс (до 75 кг)                          |
| 4      | Феликс Савон | Бокс (до 91 кг)                          |
| 5      | Филберто Аской | Греко-римская борьба (до 69 кг)          |
| 6      | Юмилка Руис Луасес, Марленис Коста Бланко, Мирея Луис Эрнандес, Лилиан Искьердо, Идальмис Гато, Регла Бель Маккензи, Регла Торрес Эррера, Таисмари Агеро Лейва, Ана Ибис Фернандес Валье,Мирка Франсия Васконселос, Марта Санчес Сальфран, Сойла Баррос Фернандес. | Волейбол (женщины)                       |
| 7      | Легна Вердесия | Дзюдо (до 52 кг)                         |
| 8      | Сибелис Веранес | Дзюдо (до 70 кг)                         |
| 9      | Аньер Гарсия | Лёгкая атлетика (бег, 110 м с барьерами) |
| 10     | Иван Педросо | Лёгкая атлетика (прыжки в длину)         |
| 11     | Анхель Матос | Тхэквондо (До 80 кг)                     |

### Серебро
| Серебро | |                                           |
| №       | Спортсмены | Вид спорта (дисциплина)                   |
| 1       | Омар Ахете, Йовани Арагон, Мигель Кальдес, Данель Кастро, Хосе Контрерас, Йобаль Дуэньяс, Яссер Гомес, Хосе Ибар, Орестес Кинделан, Педро Луис Лацо, Омар Линарес, Оскар Масиас, Хуан Манрике, Хавьер Мендес, Роландо Мерино, Херман Меса Фреснеда, Антонио Пачеко, Ариэль Пестано Вальдес, Габриэль Пьер, Маэльс Родригес, Антонио Скуль, Луис Уласиа, Ласаро Валье, Норге Луис Вера. | Бейсбол (мужчины)                         |
| 2       | Йоэль Ромеро | Вольная борьба (до 85 кг)                 |
| 3       | Ледис Бальсейро | Гребля на байдарках и каноэ (1000 м, К-1) |
| 4       | Леобальдо Перейра Ибрахим Рохас | Гребля на байдарках и каноэ (1000 м, К-2) |
| 5       | Ласаро Ривас | Греко-римская борьба (до 69 кг)           |
| 6       | Хуан Марен | Греко-римская борьба (до 69 кг)           |
| 7       | Дриулис Гонсалес | Дзюдо (до 57 кг)                          |
| 8       | Даима Бельтран | Дзюдо (свыше 78 кг)                       |
| 9       | Хавьер Сотомайор | Лёгкая атлетика (прыжки в высоту)         |
| 10      | Йоэль Гарсия | Лёгкая атлетика (тройной прыжок)          |
| 11      | Урбия Мелендес | Тхэквондо (до 49 кг)                      |

### Бронза
| Бронза |                                                                        |                                         |
| №      | Спортсмены                                                             | Вид спорта (дисциплина)                 |
| 1      | Маикро Ромеро                                                          | Бокс (до 54 кг)                         |
| 2      | Диогенес Луна                                                          | Бокс (до 63,5 кг)                       |
| 3      | Алексис Родригес                                                       | Вольная борьба (свыше 130 кг)           |
| 4      | Маноло Пулот                                                           | Дзюдо (до 60 кг)                        |
| 5      | Хосе Анхель Сесар Иван Гарсия Фредди Майола Луис Альберто Перес-Рионда | Лёгкая атлетика (бег, эстафета 4х100 м) |
| 6      | Ослейдис Менендес                                                      | Лёгкая атлетика (метание копья)         |
| 7      | Нельсон Лойола Карлос Педросо Иван Тревехо                             | Фехтование (командная шпага)            |

## Результаты соревнований

### Академическая гребля
В следующий раунд из каждого заезда проходили несколько лучших экипажей (в зависимости от дисциплины). В финал A выходили 6 сильнейших экипажей, остальные разыгрывали места в утешительных финалах B-D.
Мужчины
| Соревнование  | Спортсмены                        | Предварительный заезд | Предварительный заезд | Предварительный заезд | Отборочный заезд | Отборочный заезд | Отборочный заезд | Полуфинал | Полуфинал | Полуфинал | Финал   | Финал   | Итоговое место |
| Соревнование  | Спортсмены                        | Заезд                 | Время                 | Место                 | Заезд            | Время            | Место            | Заезд     | Время     | Место     | Время   | Место   | Итоговое место |
| ------------- | --------------------------------- | --------------------- | --------------------- | --------------------- | ---------------- | ---------------- | ---------------- | --------- | --------- | --------- | ------- | ------- | -------------- |
| двойки парные | Йоэннис Эрнандес Йосбель Мартинес | 3                     | 6:40,27               | 4                     | 1                | 6:35,76          | 3 Q              | 2         | 6:40,71   | 6 QB      | Финал B | Финал B | 12             |
| двойки парные | Йоэннис Эрнандес Йосбель Мартинес | 3                     | 6:40,27               | 4                     | 1                | 6:35,76          | 3 Q              | 2         | 6:40,71   | 6 QB      | 7:28,23 | 6       | 12             |

### Велоспорт

#### Трековый велоспорт
Победители определялись по результатам одного соревновательного дня. В гите победителей определяли по лучшему времени, показанному на определённой дистанции, а в гонке по очкам и мэдисоне по количеству набранных баллов.
Мужчины
| Спортсмен          | Соревнование | Результат         | Место |
| Спортсмен          | Соревнование | Время Очки        | Место |
| ------------------ | ------------ | ----------------- | ----- |
| Хулио Сесар Эррера | Гит с места  | 1:05,537 (+3,928) | 10    |

### Дзюдо
Спортсменов — 8
Соревнования по дзюдо проводились по системе на выбывание. В утешительные раунды попадали спортсмены, проигравшие полуфиналистам турнира. Два спортсмена, одержавших победу в утешительном раунде, в поединке за бронзу сражались с проигравшими в полуфинале.
Мужчины
| Соревнование | Спортсмены         | Первый раунд                        | Второй раунд                       | 1/8 финала                      | Четвертьфинал                        | Полуфинал                     | Финал                         | Место |
| Соревнование | Спортсмены         | Соперник Результат                  | Соперник Результат                 | Соперник Результат              | Соперник Результат                   | Соперник Результат            | Соперник Результат            | Место |
| ------------ | ------------------ | ----------------------------------- | ---------------------------------- | ------------------------------- | ------------------------------------ | ----------------------------- | ----------------------------- | ----- |
| до 60 кг     | Маноло Пулот       | Не участвовал                       | Е. Станев (RUS) В 1001 — 0000      | А. Смагулов (KGZ) В 1000 — 0010 | Г. Курдгелашвили (MDA) В 1000 — 0000 | Т. Номура (JPN) П 0002 — 0010 | Утешительный турнир           | 3     |
| до 60 кг     | Маноло Пулот       | Не участвовал                       | Е. Станев (RUS) В 1001 — 0000      | А. Смагулов (KGZ) В 1000 — 0010 | Г. Курдгелашвили (MDA) В 1000 — 0000 | Т. Номура (JPN) П 0002 — 0010 | Б. Донбай (KAZ) В 0210 — 0000 | 3     |
| до 66 кг     | Йорданис Аренсебия | Не участвовал                       | Г. Вазагашвили (GEO) П 0001 — 1000 | Завершил выступление            | Завершил выступление                 | Завершил выступление          | Завершил выступление          | —     |
| до 73 кг     | Эктор Ломбард      | Х. Эль-Хоссейни (EGY) В 1010 — 0000 | Г. Билодид (UKR) П 0020 — 1010     | Завершил выступление            | Завершил выступление                 | Завершил выступление          | Завершил выступление          | —     |
| до 81 кг     | Габриэль Артеага   | Р. Кравчик (POL) В 1000 — 0000      | М. Аражан (BRA) В 0010 — 0000      | Д. Бурас (FRA) П 0001 — 1001    | Завершил выступление                 | Завершил выступление          | Завершил выступление          | 13    |
| до 81 кг     | Габриэль Артеага   | Р. Кравчик (POL) В 1000 — 0000      | М. Аражан (BRA) В 0010 — 0000      | Утешительный турнир             | Завершил выступление                 | Завершил выступление          | Завершил выступление          | 13    |
| до 81 кг     | Габриэль Артеага   | Р. Кравчик (POL) В 1000 — 0000      | М. Аражан (BRA) В 0010 — 0000      | М. Аренс (NED) П 0000 — 0001    | Завершил выступление                 | Завершил выступление          | Завершил выступление          | 13    |

Женщины
| Спортсмен      | Категория | 1/16               | 1/8                                | Четвертьфиналы                          | Полуфиналы         | Первый доп. раунд  | Утешительный четвертьфинал           | Утешительный полуфинал            | За 3 место Финал   | Место |
| Спортсмен      | Категория | Соперник Результат | Соперник Результат                 | Соперник Результат                      | Соперник Результат | Соперник Результат | Соперник Результат                   | Соперник Результат                | Соперник Результат | Место |
| -------------- | --------- | ------------------ | ---------------------------------- | --------------------------------------- | ------------------ | ------------------ | ------------------------------------ | --------------------------------- | ------------------ | ----- |
| Амарилис Савон | до 48 кг  |                    | Лаура Мойсе (ROU) поб. 0010 — 0001 | Любовь Брулетова (RUS) пор. 0001 — 0010 | Не прошла          | Не прошла          | Виктория Данн (GBR) поб. 0221 — 0000 | Энн Симонс (BEL) пор. 0010 — 0101 | Не прошла          | 7     |

| Соревнование | Спортсмены       | Первый раунд                | 1/8 финала                         | Четвертьфинал                  | Полуфинал                      | Финал                            | Место |
| Соревнование | Спортсмены       | Соперник Результат          | Соперник Результат                 | Соперник Результат             | Соперник Результат             | Соперник Результат               | Место |
| ------------ | ---------------- | --------------------------- | ---------------------------------- | ------------------------------ | ------------------------------ | -------------------------------- | ----- |
| до 52 кг     | Легна Вердесия   | Не участвовала              | М. Леон (ESP) В 1011 — 0001        | К. Мариани (ARG) В 0000 — 0000 | Ке Сун Хи (PRK) В 0100 — 0100  | Н. Нарадзаки (JPN) В 1001 — 0100 | 1     |
| до 57 кг     | Дриулис Гонсалес | Не участвовала              | Барбара Харель (FRA) В 1000 — 0000 | М. Ломба (BEL) В 0011 — 0001   | Цзюнь Шэнь (CHN) В 0011 — 0010 | И. Фернандес (ESP) П 0010 — 0100 | 2     |
| до 63 кг     | Кения Родригес   | Б. Юсуф (NGR) В 0200 — 0000 | К. Робертс (GBR) П 0000 — 0001     | Завершила выступление          | Завершила выступление          | Завершила выступление            | —     |

### Плавание
Спортсменов — 3
В следующий раунд на каждой дистанции проходили лучшие спортсмены по времени, независимо от места занятого в своём заплыве.
Мужчины
| Спортсмен        | Соревнование   | Предварительные заплывы | Предварительные заплывы | Полуфиналы | Полуфиналы | Финал     | Финал     |
| Спортсмен        | Соревнование   | Результат               | Место                   | Результат  | Место      | Результат | Место     |
| ---------------- | -------------- | ----------------------- | ----------------------- | ---------- | ---------- | --------- | --------- |
| Родольфо Фалькон | 100 м на спине | 55,61                   | 11                      | 55,59      | 9          | Не прошёл | Не прошёл |

Женщины
| Спортсменка        | Соревнование   | Предварительные заплывы | Предварительные заплывы | Полуфиналы | Полуфиналы | Финал     | Финал     |
| Спортсменка        | Соревнование   | Результат               | Место                   | Результат  | Место      | Результат | Место     |
| ------------------ | -------------- | ----------------------- | ----------------------- | ---------- | ---------- | --------- | --------- |
| Ана Мария Гонсалес | 100 м на спине | 1:04,95                 | 30                      | Не прошла  | Не прошла  | Не прошла | Не прошла |
| Имадай Нуньес      | 100 м брасс    | 1:13,91                 | 31                      | Не прошла  | Не прошла  | Не прошла | Не прошла |

### Прыжки в воду
Спортсменов — 6
В индивидуальных прыжках в предварительных раундах складывались результаты квалификации и полуфинальных прыжков. По их результатам в финал проходило 12 спортсменов. В финале они начинали с результатами полуфинальных прыжков.
В синхронных прыжках спортсмены стартовали сразу с финальных прыжков
Мужчины
| Спортсмен       | Соревнование | Квалификация | Квалификация | Полуфинал | Полуфинал | Всего     | Финал     | Финал     | Всего  | Место |
| Спортсмен       | Соревнование | Очков        | Место        | Очков     | Место     | Всего     | Очков     | Место     | Всего  | Место |
| --------------- | ------------ | ------------ | ------------ | --------- | --------- | --------- | --------- | --------- | ------ | ----- |
| Иондрис Саласар | трамплин     | 377,58       | 15           | 197,52    | 17        | 575,10    | Не прошёл | Не прошёл | 575,10 | 18    |
| Эрик Фурнарис   | трамплин     | 313,86       | 37           | Не прошёл | Не прошёл | Не прошёл | Не прошёл | Не прошёл | 313,86 | 37    |
| Хосе Герра      | вышка        | 403,14       | 13           | 181,65    | 13        | 584,79    | Не прошёл | Не прошёл | 584,79 | 14    |
| Эрик Фурнарис   | вышка        | 368,34       | 22           | Не прошёл | Не прошёл | Не прошёл | Не прошёл | Не прошёл | 368,34 | 22    |

Женщины
| Спортсмен     | Соревнование | Квалификация | Квалификация | Полуфинал | Полуфинал | Всего     | Финал     | Финал     | Всего  | Место |
| Спортсмен     | Соревнование | Очков        | Место        | Очков     | Место     | Всего     | Очков     | Место     | Всего  | Место |
| ------------- | ------------ | ------------ | ------------ | --------- | --------- | --------- | --------- | --------- | ------ | ----- |
| Иоанна Крус   | трамплин     | 239,97       | 24           | Не прошла | Не прошла | Не прошла | Не прошла | Не прошла | 239,97 | 24    |
| Иоланда Ортис | вышка        | 231,63       | 31           | Не прошла | Не прошла | Не прошла | Не прошла | Не прошла | 231,63 | 31    |

### Стрельба
Всего спортсменов — 3
После квалификации лучшие спортсмены по очкам проходили в финал, где продолжали с очками, набранными в квалификации. В некоторых дисциплинах квалификация не проводилась. Там спортсмены выявляли сильнейшего в один раунд.
Мужчины
| Спортсмен        | Соревнование   | Квалификация | Место | Финал     | Место     | Всего | Место |
| ---------------- | -------------- | ------------ | ----- | --------- | --------- | ----- | ----- |
| Норбелис Барсага | Пистолет, 10 м | 566          | 33    | Не прошёл | Не прошёл | 566   | 33    |

Женщины
| Спортсмен          | Соревнование   | Квалификация | Место | Финал     | Место     | Всего | Место |
| ------------------ | -------------- | ------------ | ----- | --------- | --------- | ----- | ----- |
| Эунис Кабалльеро   | Винтовка, 10 м | 388          | 36    | Не прошла | Не прошла | 388   | 36    |
| Маргарита Тараделл | Пистолет, 10 м | 381          | 11    | Не прошла | Не прошла | 381   | 11    |

### Тяжёлая атлетика
Спортсменов — 1
В рамках соревнований по тяжёлой атлетике проводятся два упражнения — рывок и толчок. В каждом из упражнений спортсмену даётся 3 попытки, в которых он может заказать любой вес, кратный 2,5 кг. Победитель определяется по сумме двух упражнений.
Мужчины
| Спортсмен       | Категория | Вес   | Рывок | Рывок | Рывок | Толчок | Толчок | Толчок | Всего | Место |
| Спортсмен       | Категория | Вес   | 1     | 2     | 3     | 1      | 2      | 3      | Всего | Место |
| --------------- | --------- | ----- | ----- | ----- | ----- | ------ | ------ | ------ | ----- | ----- |
| Серхио Альварес | до 56 кг  | 55,66 | 120,0 | 120,0 | 125,0 | 150,0  | 155,0  | 160,0  | 275,0 | 5     |

### Фехтование
Спортсменов — 6
В индивидуальных соревнованиях спортсмены сражаются три раунда по три минуты, либо до того момента, как один из спортсменов нанесёт 15 уколов. В командных соревнованиях поединок идёт 9 раундов по 4 минуты каждый, либо до 45 уколов. Если по окончании времени в поединке зафиксирован ничейный результат, то назначается дополнительная минута до «золотого» укола.
Мужчины
| Соревнование         | Спортсмены                                     | 1/32 финала                              | 1/16 финала                               | 1/8 финала                         | Четвертьфиналы                      | Полуфиналы               | Финал матч за 3-е место | Место |
| Соревнование         | Спортсмены                                     | Соперник Результат                       | Соперник Результат                        | Соперник Результат                 | Соперник Результат                  | Соперник Результат       | Соперник Результат      | Место |
| -------------------- | ---------------------------------------------- | ---------------------------------------- | ----------------------------------------- | ---------------------------------- | ----------------------------------- | ------------------------ | ----------------------- | ----- |
| Индивидуальная шпага | Иван Тревехо (9)                               | не участвовал                            | Александр Поддубный (KGZ) (41) поб. 15:10 | Альфредо Рота (ITA) (8) поб. 15:12 | Павел Колобков (RUS) (1) пор. 14:15 | Завершил выступление     | Завершил выступление    | 6     |
| Индивидуальная шпага | Карлос Педроса (27)                            | Джерард Адамс (AUS) (38) пор. 13:15      | Завершил выступление                      | Завершил выступление               | Завершил выступление                | Завершил выступление     | Завершил выступление    | 34    |
| Индивидуальная шпага | Нельсон Лойола (28)                            | Александр Горбачук (UKR) (37) пор. 14:15 | Завершил выступление                      | Завершил выступление               | Завершил выступление                | Завершил выступление     | Завершил выступление    | 35    |
| Командная шпага      | Нельсон Лойола Карлос Педроса Иван Тревехо (4) |                                          |                                           | Не участвовали                     | Германия (5) · поб. 45:44           | Франция (1) · пор. 36:45 | За 3-е место            | 3     |
| Командная шпага      | Нельсон Лойола Карлос Педроса Иван Тревехо (4) | Республика Корея (2) · поб. 45:31        |                                           | Не участвовали                     | Германия (5) · поб. 45:44           | Франция (1) · пор. 36:45 |                         | 3     |

Женщины
| Соревнование         | Спортсмены                                      | 1/32 финала              | 1/16 финала                                   | 1/8 финала                           | Четвертьфиналы                                | Полуфиналы            | Финал матч за 3-е место | Место |
| Соревнование         | Спортсмены                                      | Соперник Результат       | Соперник Результат                            | Соперник Результат                   | Соперник Результат                            | Соперник Результат    | Соперник Результат      | Место |
| -------------------- | ----------------------------------------------- | ------------------------ | --------------------------------------------- | ------------------------------------ | --------------------------------------------- | --------------------- | ----------------------- | ----- |
| Индивидуальная шпага | Сулейдис Ортис (8)                              | не участвовала           | Тамара Эстери (CUB) (25) поб. 15:7            | Диана Романьоли (SUI) (9) поб. 15:11 | Джанна Хаблютцель-Бюрки (SUI) (17) пор. 14:15 | Завершила выступление | Завершила выступление   | 6     |
| Индивидуальная шпага | Мирайда Гарсия (16)                             | не участвовала           | Джанна Хаблютцель-Бюрки (SUI) (17) пор. 14:15 | Завершила выступление                | Завершила выступление                         | Завершила выступление | Завершила выступление   | 21    |
| Индивидуальная шпага | Тамара Эстери (25)                              | не участвовала           | Сулейдис Ортис (CUB) (8) пор. 7:15            | Завершила выступление                | Завершила выступление                         | Завершила выступление | Завершила выступление   | 27    |
| Командная шпага      | Мирайда Гарсия Сулейдис Ортис Тамара Эстери (6) |                          |                                               |                                      | Швейцария (3) · пор. 38:45                    | За 5-8-е места        | За 7-е место            | 7     |
| Командная шпага      | Мирайда Гарсия Сулейдис Ортис Тамара Эстери (6) | Франция (2) · пор. 39:45 | Норвегия (8) · поб. 45:32                     |                                      | Швейцария (3) · пор. 38:45                    |                       |                         | 7     |